# جهاز تحديد نقطة الانصهار

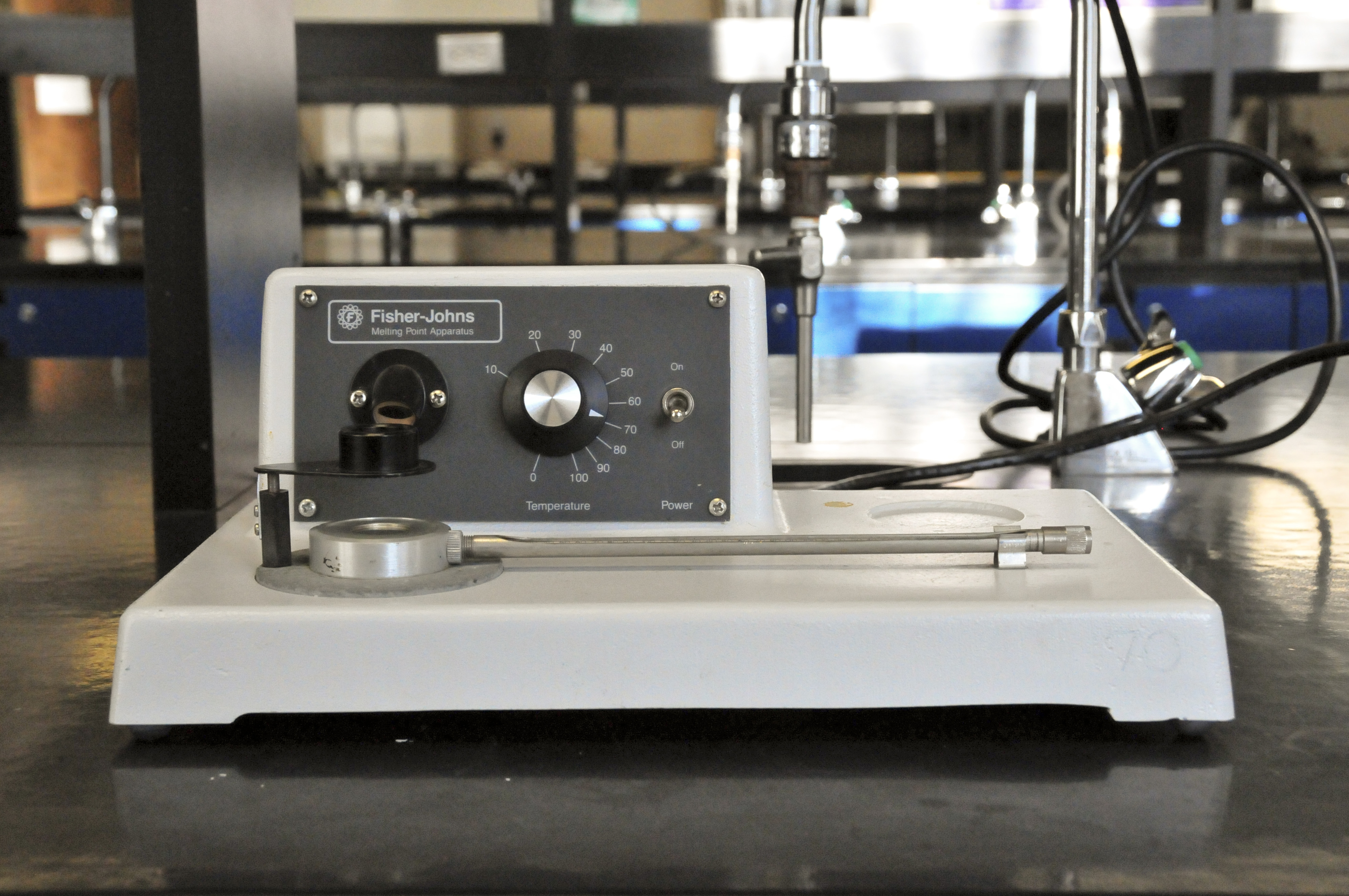
جهاز فيشر جونز

جهاز تحديد نقطة الانصهار هو أداة علمية تستخدم لتحديد درجة انصهار مادة، بعض أنواع أجهزة تحديد نقطة الانصهار تشمل أنبوب ثيل، وجهاز فيشر جونز ، وجهاز تحديد نقطة الانصهار التلقائية (الإلكترونية).

## تصميم الجهاز
تستخدام عينة ويتم تحميلها في شعري مختومة (نقطة الذوبان الشعرية) التي يتم وضعها بعد ذلك في الجهاز، ثم يتم تسخين العينة إما عن طريق منع التدفئة أو حمام الزيت، يلاحظ بعد ذلك ارتفاع درجة حرارة العينة لتحديد متى تتغير من الحالة الصلبة إلى السائلة، المشغل أو آلة تسجيل درجات الحرارة تبدء من مرحلة تغيير درجة الحرارة الأولية وصولا إلى مرحلة تغيير درجة الحرارة النهائية، ويمكن بعد ذلك في درجة الحرارة أن يحدد متوسط الحصول على درجة انصهار العينة التي تم فحصها.

### أنبوب ثيل
أنبوب ثيل هو أداة زجاجية مليئة بالزيت الذي يتم تسخينه باستخدام اللهب المكشوف. يتم وضع العينة في فتحة في أنبوب شعري جنبا إلى جنب مع ميزان الحرارة الزئبقي والسماح لأن يكون ساخنا قبل تسخين الزيت، حيث يجري تداوله من خلال أنبوب ثيل. باستخدام زيوت مختلفة تتراوح درجة الحرارة المختلفة يمكن الوصول إليها واستخدامها لتحديد نقطة الذوبان. ويمكن أيضا لأنبوب ثيل استخدامه لتحديد نقطة الغليان، باستخدام عينة السائل بدلا من العينة الصلبة.